# Amyda
Amyda è un genere della famiglia Trionychidae. Il genere è stato a lungo considerato monotipico.

## Descrizione
Le tartarughe più grandi del genere Amyda hanno una lunghezza del carapace fino a 85 centimetri e un peso di oltre 65 chilogrammi. I maschi hanno code più lunghe e pesanti rispetto alle femmine. La colorazione varia considerevolmente.

## Distribuzione e Habitat
L'areale del genere va dall'estremo nord-est dell'India (compresi Mizoram e Assam) e del Bangladesh verso Birmania, Laos e Vietnam fino ad arrivare in Thailandia, Cambogia, Malesia, Singapore, Brunei e Indonesia (Sumatra, Bali, Giava e Borneo). Il genere è stato introdotto dall'uomo nell'isola Sulawesi, nelle Molucche e nelle Piccole Isole della Sonda, così come nello Yunnan e ad Hong Kong.
Le tartarughe di questo genere si trovano in habitat acquatici, che vanno dai torrenti di montagna fino ai laghetti e ai sistemi di drenaggio agricolo. Gli esemplari sono più comuni da trovare in acque stagnanti come paludi e stagni.

## Biologia
Le tartarughe del genere Amyda sono onnivori opportunisti ma prediligono cibi come cozze, lumache, pesci e gamberetti.
I predatori di queste tartarughe includono lontre e tigri indiane. Anche l'uomo consuma queste specie.
Le femmine depongono più volte all'anno, con la maggior parte dei nidi realizzati durante la stagione secca. Una covata contiene da tre a 28 uova che hanno un diametro di circa 30-40 millimetri. Il periodo di incubazione può variare da due a quattro mesi e mezzo.

## Tassonomia

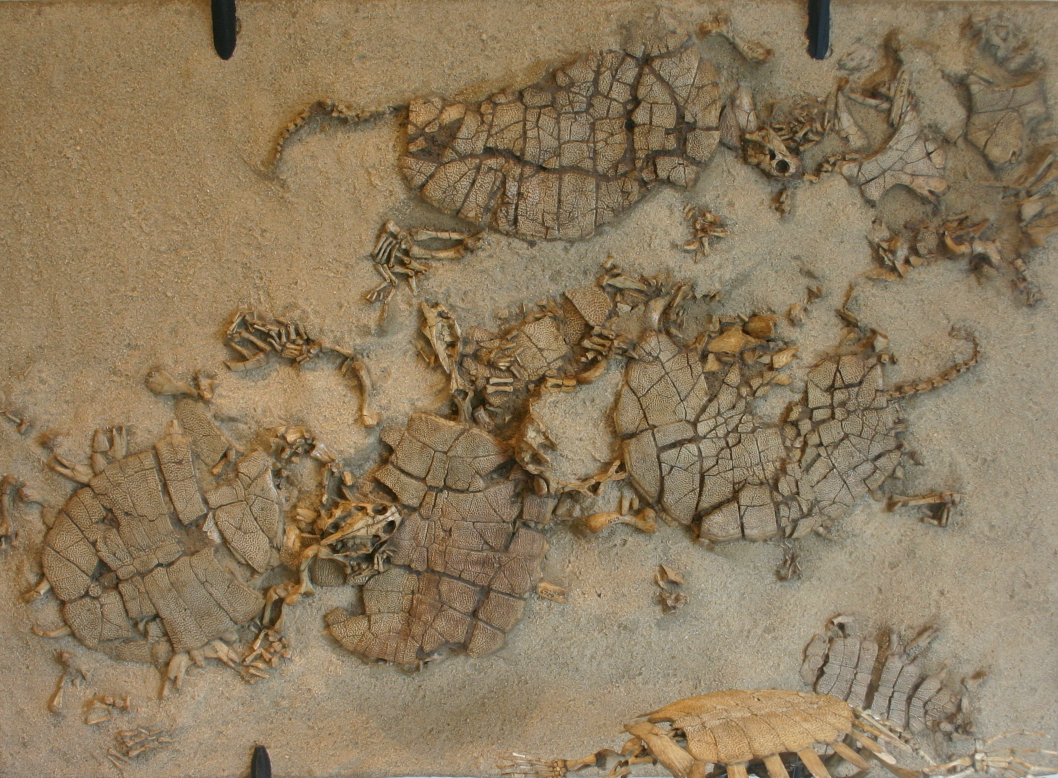
Amyda gregaria

- Specie Amyda cartilaginea (Boddaert, 1770) - Tartaruga dal guscio molle asiatica
  - Amyda cartilaginea cartilaginea
  - Amyda cartilaginea maculosa
- Specie Amyda ornata (Gray, 1861)
  - Amyda ornata ornata
  - Amyda ornata phayrei
  - Amyda ornata ssp. (sottospecie finora senza nome)
- Specie † Amyda gregaria (Gilmore, 1934)